# Nemuro-Straße
Die Nemuro-Straße (jap. 根室海峡, Nemuro-kaikyō), auch bekannt als Notsuke-Straße und Straße von Kunaschir (russisch Кунаширский пролив), ist eine Meerenge zwischen der südlichsten Kurileninsel Kunaschir (zu Russland gehörend, von Japan beansprucht) und der Shiretoko-Halbinsel im Nordosten von Hokkaidō.